# Birkholzaue
Birkholzaue ist ein Ortsteil der Stadt Bernau bei Berlin. Die Stadt gehört zum Landkreis Barnim im Bundesland Brandenburg.

## Lage
Der Ort liegt 6 km südlich vom Bernauer Stadtzentrum, 4 km nördlich von Blumberg, 3 km östlich von Birkholz, 9 km nordöstlich von der Berliner Stadtgrenze zu Ahrensfelde und ist 21 km vom Berliner Alexanderplatz entfernt.

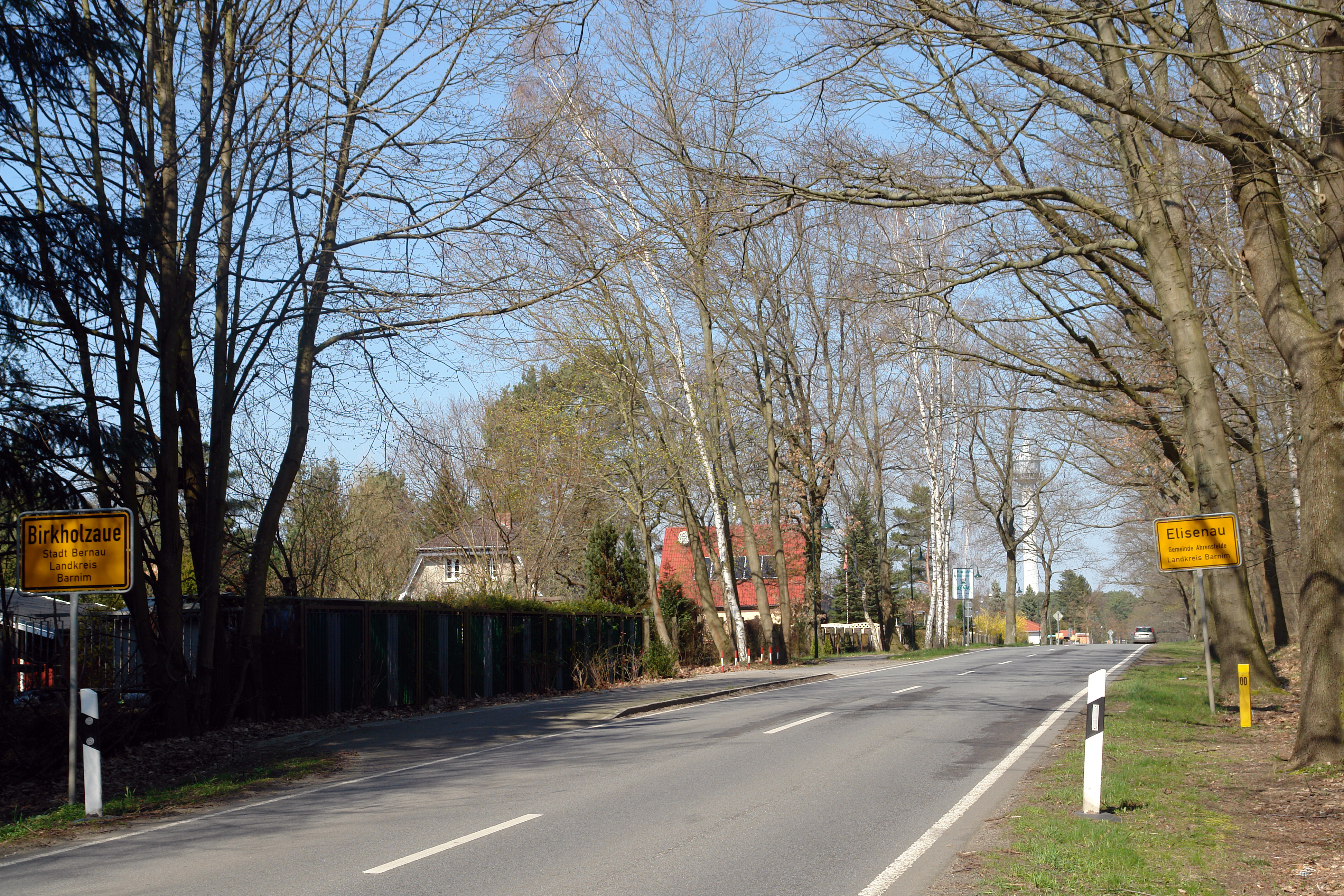
Zwei Ortschaften, die durch die Bernauer Chaussee getrennt werden. Birkholzaue liegt westlich und Elisenau liegt östlich der Straße.

Gegenüber von Birkholzaue auf der östlichen Straßenseite der Bernauer Chaussee befindet sich ein Teil von Elisenau, welches zu Blumberg und der Gemeinde Ahrensfelde gehört.
Die Umgebung besteht aus Feldern und Wäldern. Ein Wanderweg des Regionalparks Barnimer Feldmark führt durch Birkholzaue.

## Geschichte und Entwicklung
1903 erwarben der Kaufmann Hugo Burkhardt aus Oberschöneweide und der Redakteur Franz Schulz aus Rixdorf einen Teil des Waldgebietes Sand-Enden am Rand der Gemarkung Birkholz. Der Wald wurde abgeholzt, das Terrain vermessen und parzelliert. Die Grundstücke der „neu zu erschliessenden Villen Colonie Birkholzaue“ wurden ausschließlich an gartenbaulustige Berliner verkauft, die mit der Wriezener Bahn bis nach Blumberg fuhren und von dort liefen.
Erst nach dem Ersten Weltkrieg  gab es 1919 eine Bau- und Wohnerlaubnis. Daraufhin entstanden die ersten massiven Wohnhäuser und es siedelten sich Dauerbewohner an.
Kurz vor Ende des Zweiten Weltkrieges gab es am 21. April 1945 auf der Linie Birkholzaue-Elisenau-Blumberg heftige Gefechte.
Als die Regierung der DDR am 26. Mai 1952 die „Verordnung über Maßnahmen an der Demarkationslinie zwischen der Deutschen Demokratischen Republik und den westlichen Besatzungszonen Deutschlands“ erließ, kamen ab 1. Juni etliche West-Berliner nicht mehr zu ihren Grundstücken und mussten diese zwangsweise aufgeben. Etwa die Hälfte der Grundstücke in Birkholzaue gehörte West-Berlinern.

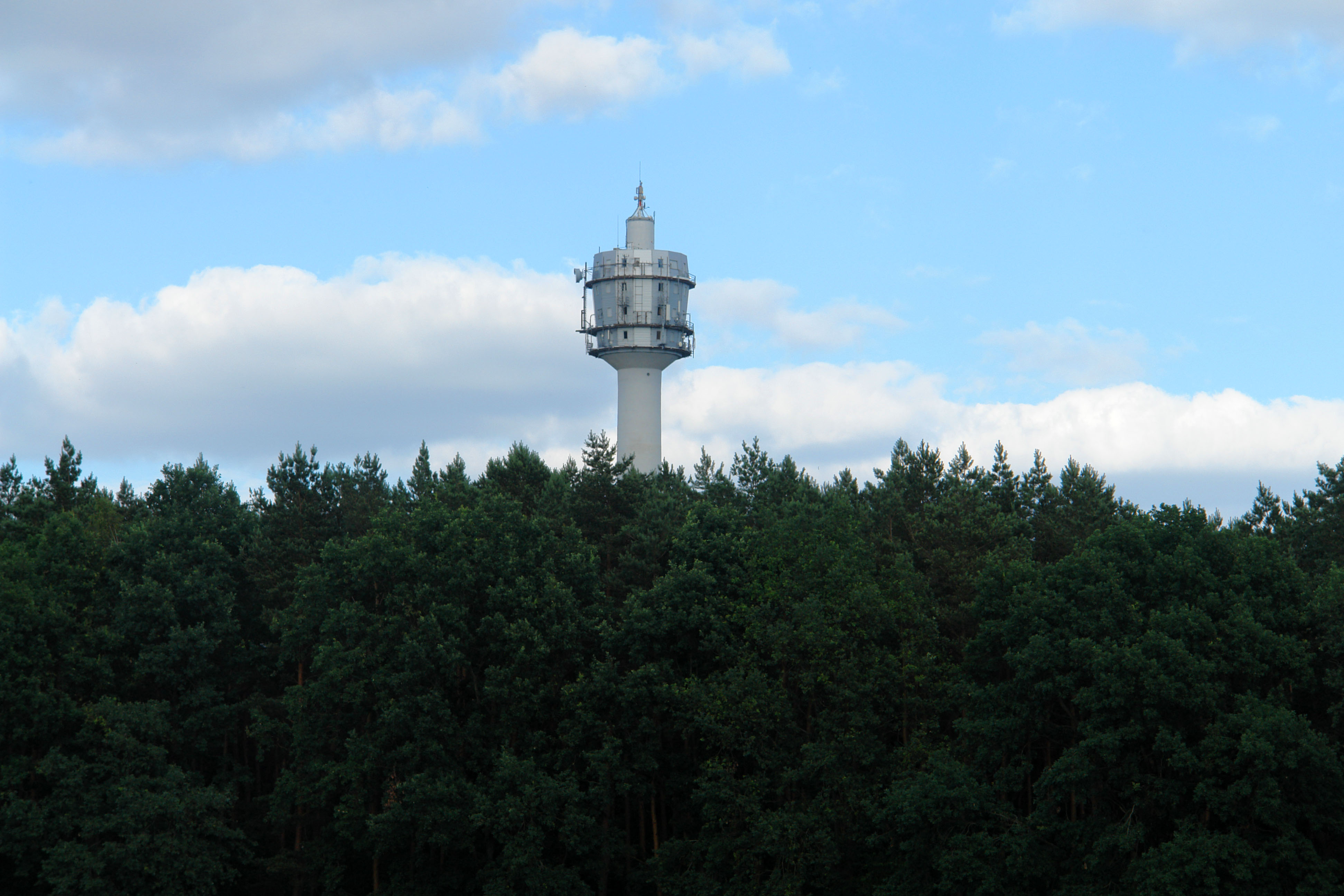
Der Funkturm von Birkholzaue.

Von 1958 bis 1961 wurde der 110 Meter hohe Funkturm gebaut.
1988 entstanden die drei Kleingartenanlagen am südlichen Ende der Seestraße.
Das Ende der DDR im Jahr 1990 bedeutete einige Zeit später auch das Aus für die Gaststätte, die Gießerei, die Poststelle, die Bibliothek und den Verband der Kleingärtner, Siedler und Kleintierzüchter (VKSK).

Seit 6. Dezember 1993 gehört Birkholzaue als Wohnplatz zur Stadt Bernau bei Berlin. Davor war Birkholzaue ein Ortsteil der Gemeinde Birkholz im Kreis Bernau, zu der außer dem Dorf Birkholz auch die Neubauernsiedlung gehörte.

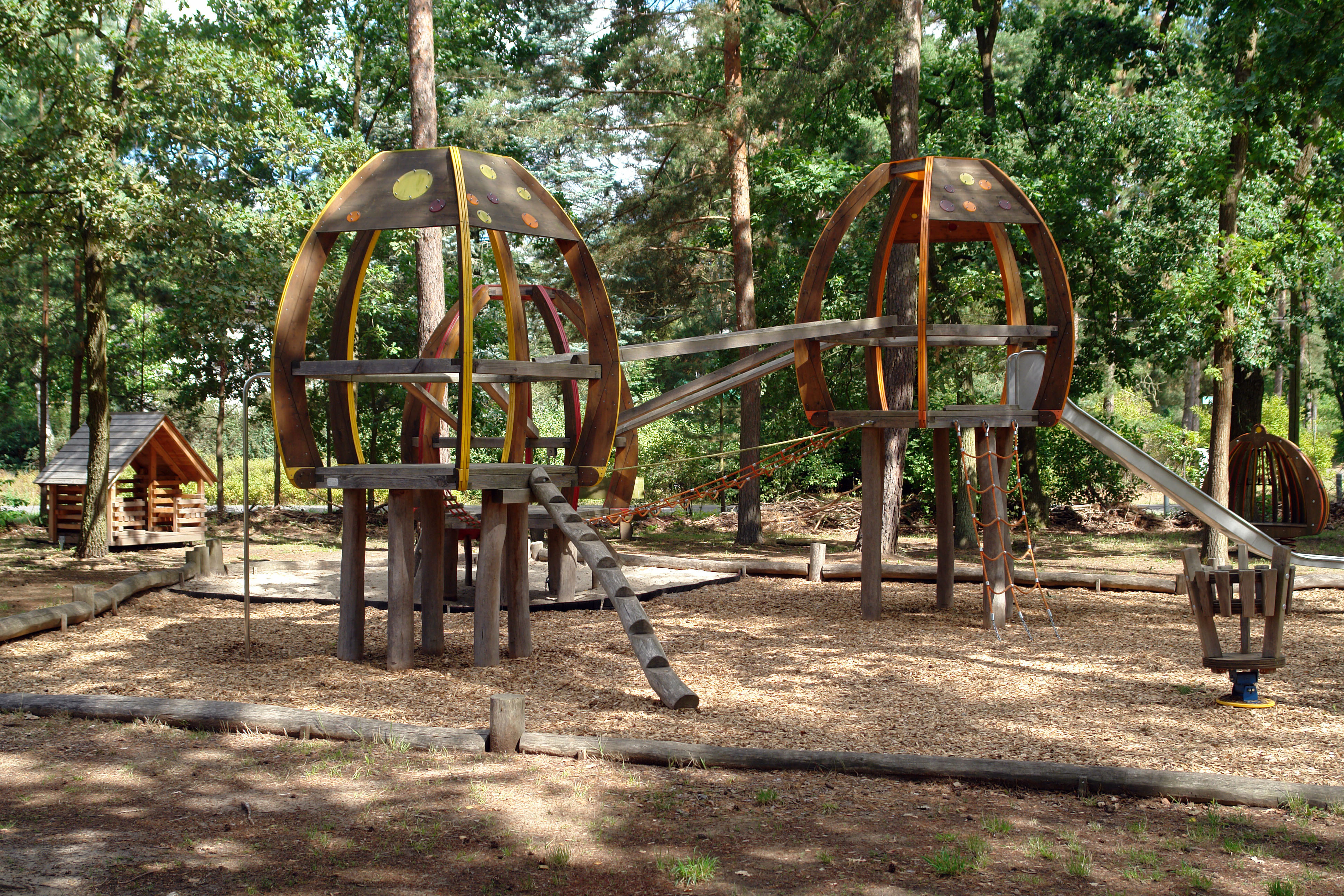
Kinderspielplatz „Am DrEi-Eck“

2014 wurde Birkholzaue eigenständiger Ortsteil der Stadt Bernau und wählte einen Ortsbeirat. Auch der Kinderspielplatz „Am DrEi-Eck“ entstand in diesem Jahr.

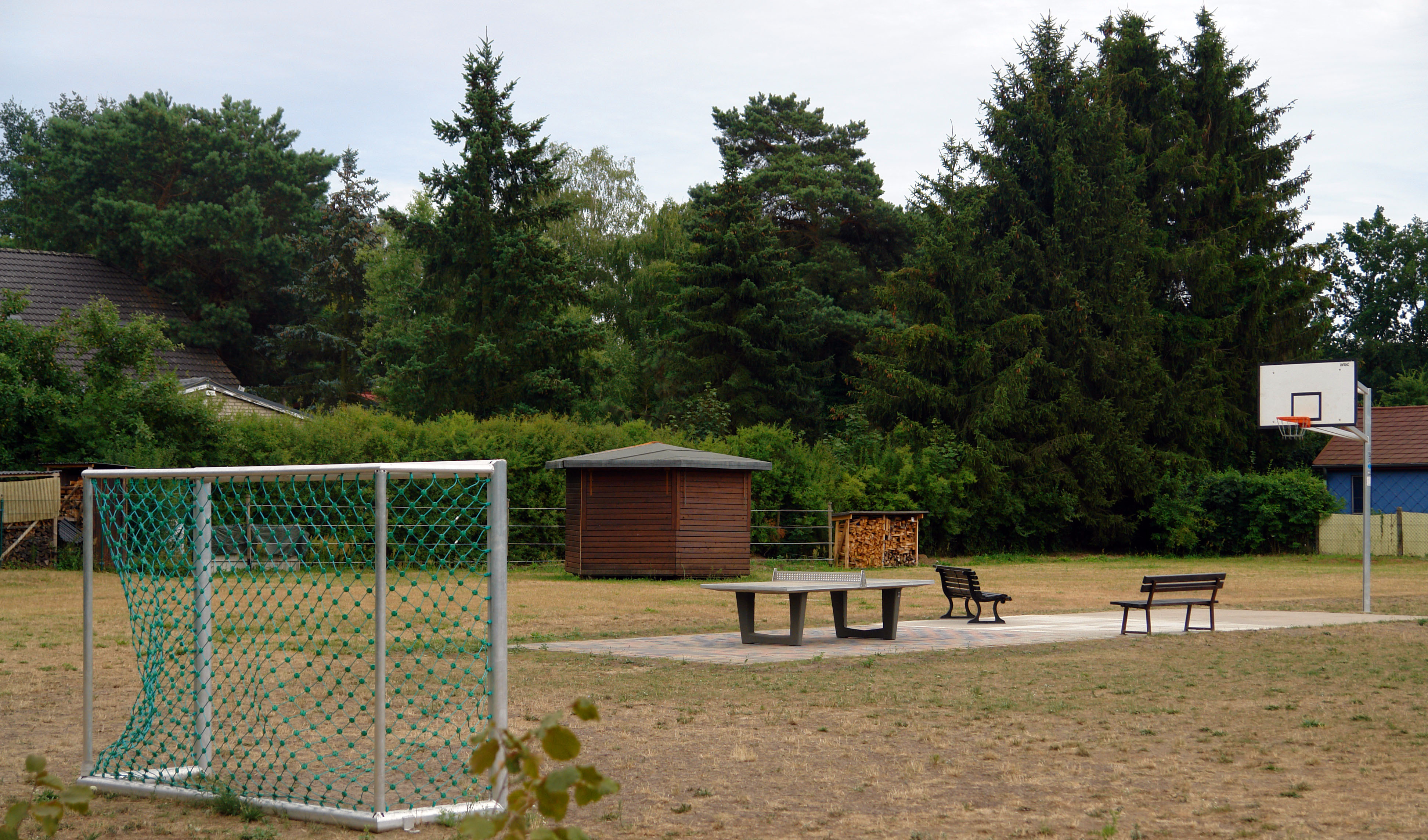
Festwiese

Nach jahrelanger Nutzung als Pferdekoppel wurde 2016 ein Teil des ehemaligen Fest- und Sportplatzes an der Alten Bernauer Landstraße den Birkholzauern wieder zur Nutzung als Festwiese übergeben. Birkholzaue ist eine Wohnsiedlung mit circa 576 Einwohnern in etwa 280 Haushalten in 11 Straßen. Die Grundstücke sind im Durchschnitt 800 m² groß und meist mit einem Einfamilienhaus bebaut.

## Verkehr

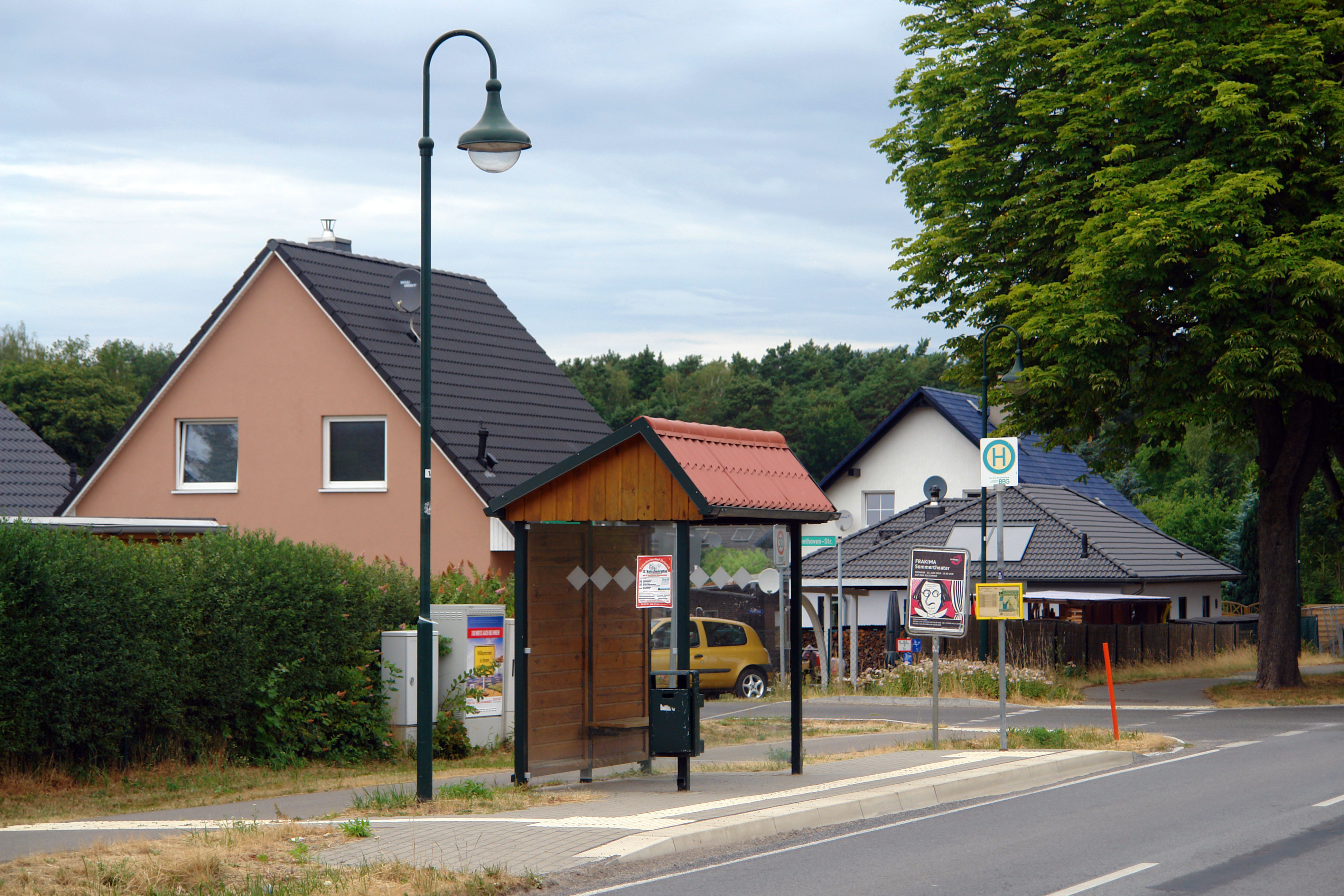
Bushaltestelle

Entlang Birkholzaue verkehren die Buslinien 895 (Bernau – Werneuchen) und 899 (Bernau – Blumberg) und verläuft die Landesstraße L 31 zwischen Bernau (S-Bahn S2, Regionalbahn RB24, Regionalexpress RE3, Fernbahn; Landesstraße 200, Bundesautobahn 11) und Blumberg (Regionalbahn RB25; Bundesstraße B158, Autobahn A10 Berliner Ring).
An der 9 km entfernten Berliner Stadtgrenze zu Ahrensfelde verkehrt die S-Bahn-Linie S7.